# Eres Radio
Eres Radio es una estación radial boliviana, propiedad de la familia Monasterio y operada por la Empresa de Comunicaciones del Oriente Ltda. Sus cadenas hermanas son los canales de televisión Unitel, Cadena A y la cadena radial Radio Disney.
Su programación se dirige a la música en español, en su mayoría, del género de bachata, balada romántica, pop latino. Originalmente, inicio como Radio Moda en Cochabamba, hasta que entre 2020 y 2023, fue sustituida como Radio Romántica (utilizando los jingles de la radio de origen peruano), operada por Persystem S.R.L.
Luego de su transmisión por 3 años, fue adquirida por Ecor Ltda. y finalizó su transmisión de prueba para adquirir su denominación actual. Su locutor es el chileno Fernando Solís Lara.

## Frecuencias
- La Paz - 88.3 FM
- Cochabamba - 98.5 FM
- Santa Cruz de la Sierra - 105.7 FM

## Eslóganes
- 2023-presente: La frecuencia que nos une